# Rotschwingen-Grundkuckuck
Der Rotschwingen-Grundkuckuck (Neomorphus rufipennis) ist eine Kuckucksart der Neotropis.

## Merkmale
Der Rotschwingen-Grundkuckuck ist eine große Kuckucksart, die etwa 43–48 cm groß wird. Es gibt keinen Geschlechtsdimorphismus. Der Kopf, die Haube sowie der Nacken und Brustbereich des Rotschwingen-Grundkuckucks sind dunkel lila bis schwarz gefärbt. Der Rückenbereich schimmert dunkellila bis olivgrün, die Flügel blau-schwarz bis kastanienbraun. Die untere Brust sowie der Bauchbereich sind hell- bis dunkelgrau gefärbt mit schwarzen Federspitzen, sodass der Bereich geschuppt wirkt. Die inneren Steuerfedern glänzen lila, die äußeren grün-schwarz. Auffallend ist der rötlich-pinke federlose Augenring.

## Verbreitung und Lebensraum

Verbreitungsgebiet der Rotschwingen-Grundkuckuck (grün)

Der Rotschwingen-Grundkuckuck kommt in Venezuela, Westguyana und Nordbrasilien vor. Er bewohnt dort Regenwälder: tief gelegene, saisonal überflutete Várzea Wälder sowie höher gelegene Terra Firme Wälder. Die Populationsgröße ist nicht bekannt, Rotschwingen-Grundkuckucke werden selten gesichtet. Dennoch wird aufgrund des Verbreitungsgebietes seitens der IUCN von keiner Gefährdung der Art ausgegangen.

## Lebensweise
Der Rotschwingen-Grundkuckuck lebt paarweise, wird meist aber nur solitär beobachtet. Der Vogel bewegt sich vorwiegend am Boden fort, lange Flüge werden vermieden. Die Nahrung besteht hauptsächlich aus verschiedenen Arthropoden wie Grillen und Spinnentieren, die vom Boden gesammelt werden. Häufig folgt der Rotschwingen-Grundkuckuck Nabelschweinen und Wanderameisen und frisst die durch die anderen Tiere aufgeschreckten Beutetiere. Ebenfalls werden Affengruppen wie z. B. Tamarine verfolgt um heruntergefallene Früchte zu fressen. Der Rotschwingen-Grundkuckuck ist wahrscheinlich kein Brutparasit. Durch die Lebensweise am Boden dichter Regenwälder ist wenig über den Kuckuck bekannt, er bedarf weiterer Forschung.